# Megaprosopus andinus
Megaprosopus andinus là một loài ruồi trong họ Tachinidae.